# 日本山萮菜
日本山萮菜（学名：Eutrema tenue）也称缺柱山萮菜，为十字花科山萮菜属下的一个种。